# Vibi Curi
Vibi Curi (llatí: Vibius Curius) va ser un comandant de la cavalleria de l'exèrcit de Juli Cèsar quan va esclatar la guerra contra Gneu Pompeu a Itàlia. Va aconseguir la deserció de molts generals pompeians que van passar a les seves forces.
Probablement és el Vibi de qui Ciceró va rebre els llibres del poeta grec Alexandre Licnos.